# Пахикормус
Пахикормус (лат. Pachycormus, от др.-греч. παχύς — толстый и κορμός — ствол) — монотипный род растений семейства Анакардиевые (Anacardiaceae).
Единственный вид — Пахикормус разноцветный (Pachycormus discolor), известный также как слоновое дерево.

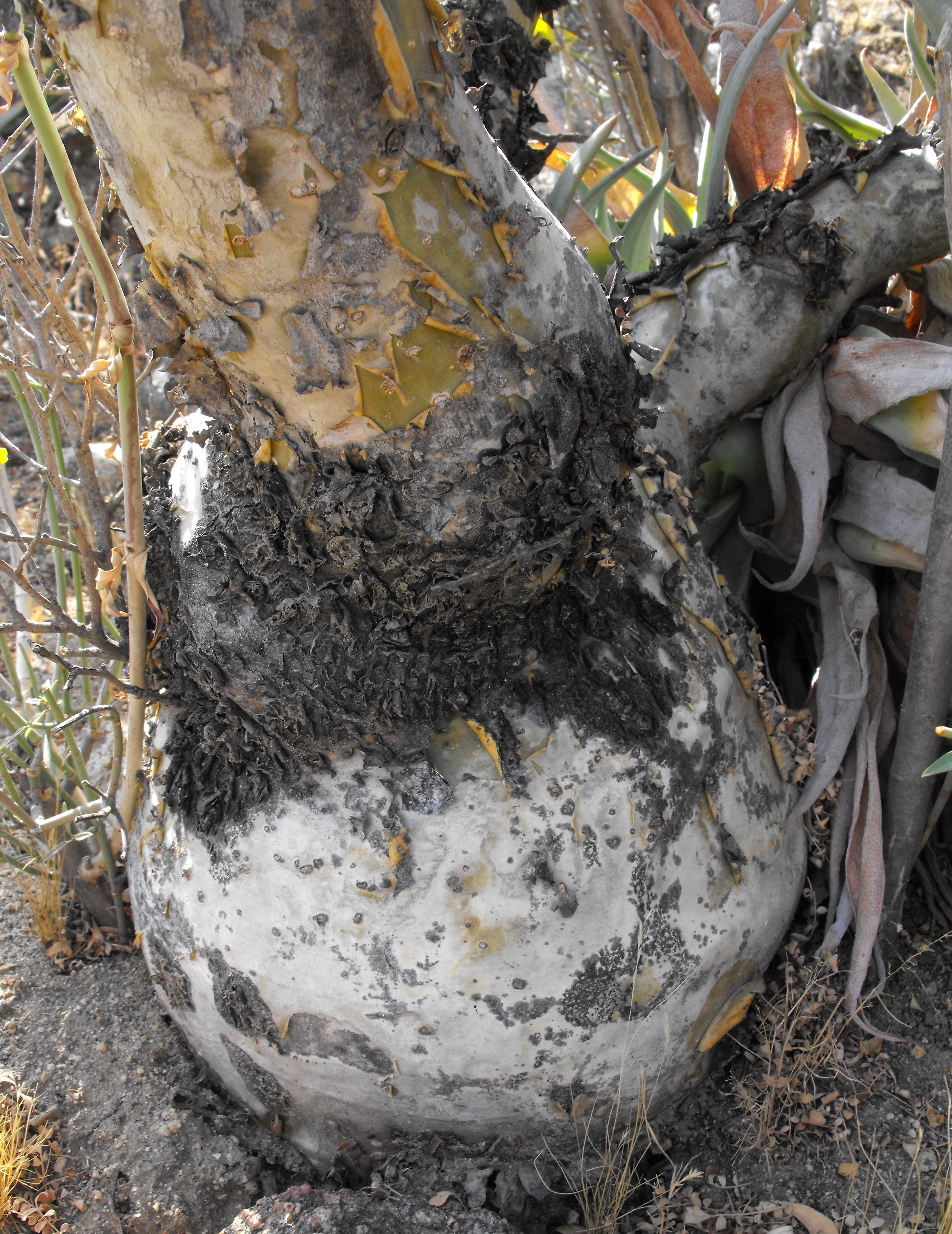
Основание ствола

## Описание
Двудомные деревья 4,5—6 (9) м высотой. Ствол короткий, с основанием до 90 см в диаметре. Ветви искривлённые, до 6 м длиной. Листья опадающие, очерёдные, непарноперистые, черешчатые; листочки эллиптические.
Цветки на ножках, собраны в пазушные метёлки; покровы цветка пятираздельные, белые, бледно-розовые или розовато-красные, расчленены на чашечку и венчик. Тычинки располагаются в два круга. Плодолистиков и стилодиев 3, рыльца головчатые.
Плод — пушистый одногнёздный мешочек.

## Распространение и экология
Эндемик центральной части штата Нижняя Калифорния (Мексика). Суккулент, растёт на каменистых склонах до 1500 м над уровнем моря.